# Соколово (Кольський повіт)
Соколово (пол. Sokołowo) — село в Польщі, у гміні Коло Кольського повіту Великопольського воєводства.
Населення — 293 особи (2011).
У 1975-1998 роках село належало до Конінського воєводства.

## Демографія
Демографічна структура станом на 31 березня 2011 року:
|          | Загалом | Допрацездатний вік | Працездатний вік | Постпрацездатний вік |
| -------- | ------- | ------------------ | ---------------- | -------------------- |
| Чоловіки | 152     | 39                 | 96               | 17                   |
| Жінки    | 141     | 22                 | 85               | 34                   |
| Разом    | 293     | 61                 | 181              | 51                   |